# Schirwan

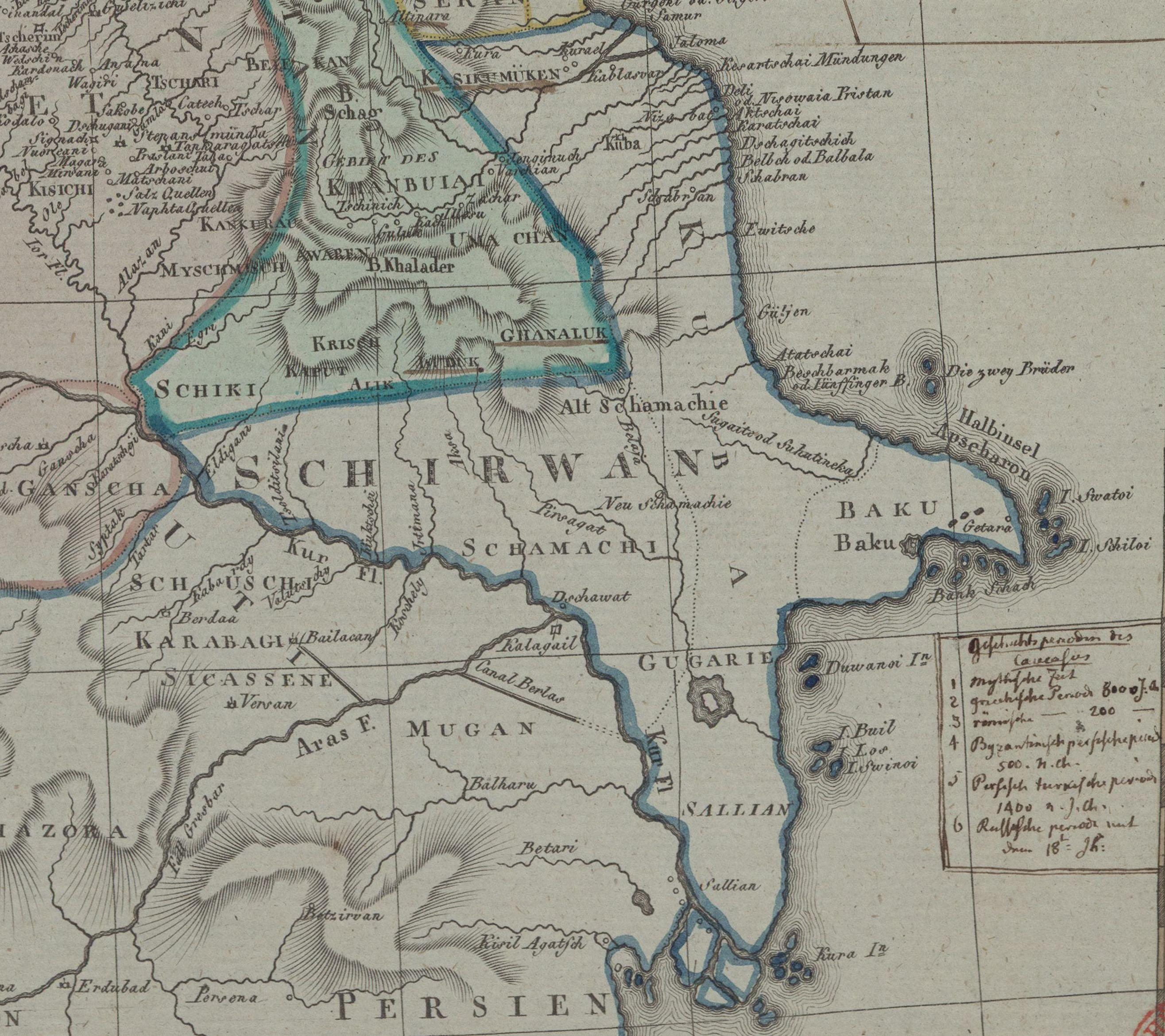
Karte der Region Schirwan von 1804 (Johann Christoph Matthias Reinecke)

Schirwan (aserbaidschanisch Şirvan), (Tat: Schirwan oder Şirvon) ist eine historische Region in Aserbaidschan, die sich zwischen dem Kaspischen Meer und dem Fluss Kura erstreckt.

## Geschichte
Der Name Schirwan tauchte das erste Mal zur Zeit der Sassaniden auf als Bezeichnung für den nördlichen Teil der Kaukasischen Albania. Nach der arabischen Eroberung wurde es Teil des Kalifats.
Von 799 bis 1538 war das Gebiet unter den Schirwanschahs selbständig. Zu den wichtigsten städtischen Zentren des mittelalterlichen Schirwan gehörten Şabran am Nordabhang des äußersten südöstlichen Ausläufers des Kaukasusgebirges, sowie südlich dieses Gebirgsausläufers die Stadt Şamaxı. In den arabischen Werken des Mittelalters ist außerdem häufig von einer Stadt namens Yazīdīya in Schirwan die Rede. Die anonyme Chronik von Derbent berichtet, dass sie der Schirwanşah Əbu Tahir Yəzid ibn Məhəmməd 918 neu erbaut habe. Der arabische Geograph Yāqūt al-Hamawī ar-Rūmī identifiziert die Stadt mit Şamaxı, doch vermutet Minorsky, dass dies nicht ganz exakt ist, sondern Yazīdīya die königliche Lagerstadt war, in der die Schirwanşahs nach Angabe der mittelalterlichen Geographen residierten. Sie lag eine Parasange von der alten Stadt Şamaxı entfernt. Nach der Chronik von Derbent wurde Yazīdīya 1045 von dem Schirwanşah Qubad ibn Yəzid aus Furcht vor den türkischen Oghusen mit einer gewaltigen Steinmauer versehen, an der eiserne Tore angebracht waren. Schirwan war zu dieser Zeit auch ein wichtiges Zentrum persischer Kultur. So wirkte hier der persische Dichter Chaqani.
Im 18. Jahrhundert entstand in Schirwan ein Khanat, dessen Herrscher Persien tributpflichtig waren. Während des Russisch-Persischen Krieges 1722–1723 zog die russische Armee durch das Gebiet. Nach dem Vertrag von Gülistan wurde es 1813 Teil des Russischen Reiches.
Nach dem Ersten Weltkrieg gehörte es 1918–1920 zur aserbaidschanischen Republik, danach zur Sowjetunion. Seit dem Zerfall der Sowjetunion ist Schirwan Teil der Republik Aserbaidschan.

## Bevölkerung
Die Bevölkerung Schirwans besteht aus verschiedenen türkischen, iranischen und kaukasischen Völkern. Besonders während des 11. Jahrhunderts kam es zu einem Influx türkischer Oghusen, die das ethno-linguistische Bild der Region änderten. Heute lebt die kaukasischsprechende Urbevölkerung nur noch als Minderheiten in Şamaxı, Şəki, Qəbələ und Oğuz.

## Wirtschaft
Die Region ist bekannt für ihre Orientteppiche. Zudem gibt es um Baku große Erdölvorkommen.